# Болотница жемчужная
Боло́тница жемчу́жная (лат. Eleócharis margaritácea) — вид растений рода Болотница (Eleocharis) семейства Осоковые (Cyperaceae).

## Ботаническое описание
Травянистый многолетник. Стебли 25-40 см длиной, округло-ребристые, сизовато-зелёного цвета, у основания — с чешуевидными листьями. Соцветие — простой колос с 15-20 цветками. Растёт на осоковых и осоково-моховых болотах, мочажинах.

## Ареал
В России произрастает на юге Камчатки, Курилах, также встречается крайне редко в Японии (о. Хоккайдо, о. Хонсю)

## Охранный статус
Является уязвимым видом. Занесена в Красную книгу России и Красную книгу Камчатского края. Вымирает в связи с разрушением мест обитания.